# Transportes Aéreos da Índia Portuguesa
La TAIP - Transportes Aéreos da Índia Portuguesa è stata una compagnia aerea operante nell'India portoghese tra il 1955 e il 1961.

## Storia
La Transportes Aéreos da Índia Portuguesa  è stato creato nel 1955 come una società pubblica collegata al Governo Generale dello Stato portoghese dell'India (EPI) sotto il nome iniziale di STAIP - Serviços de Transportes Aéreos da Índia Portuguesa , una designazione dell'acronimo di TAIP.
Lo scopo principale della creazione della TAIP era quello di eliminare il blocco che l'Unione Indiana stava facendo alle comunicazioni con l'India portoghese in vista dell'annessione dei suoi territori costituenti. La creazione del TAIP è stata accompagnata dallo sviluppo delle strutture aeroportuali di Goa, Daman e Diu al fine di consentire il funzionamento di aeromobili di grandi dimensioni, consentendo così collegamenti aerei con questi territori senza alcun utilizzo di infrastrutture dell'Unione Indiana:.

### TAIP una risposta alle necessità locali
Dopo il rifiuto della consegna del governo portoghese di Goa, Daman e Diu all'Unione indiana, questo, per provocare la rivolta dei cittadini ha adottato la politica di blocco ai servizi essenziali e le infrastrutture per l'economia di questi territori dell'India portoghese, arrivando anche alla proprietà individuale dei cittadini. In pratica, è stato tagliato il commercio estero, aereo, ferroviario con la banca telefonica esterna conti collegamenti, è stato vietato la circolazione delle persone e delle merci tra Goa, Diu e Daman e il resto dei territori controllati dall'Unione Indiana. L'urgente necessità di trovare alternative alla circolazione di persone, merci e dei capitali al fine di garantire le attività economiche, ha portato il governo a rilanciare il settore del trasporto aereo in grado di garantire la mobilità in altri luoghi (anche più distanti). Emerge la decisione di creare una compagnia aerea, che insieme al suo obiettivo ha dovuto riunire attrezzature aeroportuali e infrastrutture compatibili con voli di medio e lungo raggio .
La decisione sulla costruzione di infrastrutture aeroportuali nasce come conseguenza di studi preliminari che hanno indicato che questa fattibilità è la migliore (secondo i criteri di ottimizzazione). Le piste dei tre aeroporti furono inaugurate nel maggio del 1955 e in seguito le strutture di supporto (hangar, officine, terminal, aerodromi, ecc...).
Il primo aereo acquisito dalla TAIP arrivò a Goa pilotato dal Maggiore Solano de Almeida il 10 agosto 1955. Si trattava di un piccolo qaudrimotore de Havilland DH.114 Heron fabbricato in Inghilterra e in grado di trasportare 14 passeggeri e alcune merci.
La prima carriera della TAIP collegò Goa con Daman, Diu e Karachi. Dal 1960 fu stabilita una connessione regolare tra Goa e il Mozambico, al servizio di Beira e Lourenço Marques. Sono stati inoltre stabiliti collegamenti occasionali per il Giappone, l'Arabia Saudita e il Timor portoghese. All'inizio della Guerra coloniale portoghese in Angola, nel 1961 il TAIP diede supporto al trasporto di truppe e materiale tra Lisbona e Luanda. C'erano piani per espandere le rotte TAIP verso l'Africa orientale, il Medio Oriente, Timor portoghese e persino Lisbona, che non riuscirono ad essere realizzate.

### Crescita rapida
La TAIP iniziò a funzionare con un velivolo de Havilland DH.114 Heron, ma con il rapido aumento della frequenza di volo e il numero di passeggeri trasportati, espansero rapidamente la loro flotta su aerei più grandi. Nel 1961 la TAIP aveva una flotta di sette aerei moderni (due Vickers VC.1 Viking, due Douglas DC-4 e tre Douglas DC-6). Durante gli ultimi due anni di attività, la TAIP hanno registrato aumenti del flusso di passeggeri del 32% e del 66%, raggiungendo rispettivamente 7.258 passeggeri nel 1959 e 5.849 passeggeri a partire dal 10 agosto 1960.

### Un'aerolinea tra due fuochi
Poco prima dell'invasione indiana dell'India portoghese, la TAIP fu usato per l'evacuazione di civili da Goa a Karachi. Il giorno dell'invasione (18 dicembre 1961), solo un DC-4 della TAIP fu scortato dai militari portoghesi dall'aeroporto di Dabolim e riuscì a fuggire, insieme a un aereo del TAP, al bombardamento di quella struttura. Quella notte la pista fu riparata permettendo ai due aerei di volare a Karachi da dove andarono a Lisbona. Si concluse quindi con la fuga a Lisbona dell'aereo della TAIP e la fine dell'India portoghese anche la breve storia della compagnia aerea.

## Flotta
- de Havilland DH.114 Heron (2), in uso dal 1955 al 1957
- Vickers VC.1 Viking (2), in uso dal 1956 al 1961
- Douglas DC-4 (2), in uso dal 1957  al 1961
- Douglas DC-6 (3), in uso nel 1961

Ai primi di dicembre del 1961, la flotta consisteva in due Douglas DC-4, tre Douglas DC-6 e un Vickers Viking.

## Incidenti
Un Vickers VC.1 Viking del 1947 della TAIP partito dall'aeroporto di Dabolim si schiantò nell'edificio della sede centrale dei vigili del fuoco all'atterraggio a Karachi. L'aereo venne danneggiato in modo irreparabile ma non si ferì nessuno dei 24 passeggeri e dei 3 membri dell'equipaggio.